# Шапошников Олександр Іванович
Олександр Іванович Шапошников (нар. 24 серпня 1912 — пом. 10 січня 1967) — радянський військовий льотчик, Герой Радянського Союзу (1942). Генерал-майор.

## Біографія
Народився 24 серпня 1912 року в селищі Лисково (нині місто Нижегородської області РФ), в сім'ї робітника. Росіянин. Закінчив 10 класів. Працював токарем на заводі імені Леніна в місті Горький (з 1990 року — Нижній Новгород). 
У Червоній Армії з 1934 року. У 1935 році закінчив Військову авіаційну школу пілотів.
Брав участь у радянсько-фінській війні 1939—1940 років.
Учасник німецько-радянської війни з червня 1941 року. Заступник командира ескадрильї 751-о авіаційного полку (17-а авіаційна дивізія, ДБА) капітан Олександр Шапошников до січня 1942 року здійснив 93 бойові вильоти (з них 80 вночі) на бомбардування військово-промислових об'єктів противника, завдавши ворогові значних втрат.
29 березня 1942 капітану Шапошникову Олександру Івановичу надано звання Героя Радянського Союзу з врученням ордена Леніна і медалі «Золота Зірка» (№ 672).
З травня 1943 року до кінця війни — командир 19-го гвардійського авіаційного полку дальньої дії (потім перейменований в 19-й гвардійський бомбардувальний авіаційний полк).
Після війни А. І. Шапошников продовжував службу у Військово-Повітряних Силах СРСР.
У 1955 році закінчив Вищу військову академію імені К. Є. Ворошилова.
Помер 10 січня 1967 року. Похований у Керчі на військовому кладовищі.